# 阿爾及爾—瓦赫蘭鐵路
阿爾及爾-奧蘭線是阿爾及利亞鐵路網的主要組成部分之一。它連接該國兩大城市阿爾及爾與奧蘭。連接阿爾及爾和卜利達的第一段線路於1862年9月8日開通，並於1871年5月1日延伸至奧蘭。